# Податкове зобов'язання
Податкове зобов'язання — зобов'язання платника податків сплатити до бюджетів або державних цільових фондів відповідну суму коштів у порядку та у строки, визначені податковим законодавством України.
Податкове зобов'язання виникає, змінюється та припиняється при наявності підстав, визначених податковим законодавством. Загальними підставами виникнення є наявність у платника податків об'єкта податку та сплив податкового періоду, по закінченні якого сума податку має бути обчислена та сплачена.
По кожному податку можуть встановлюватися свої особливі підстави, які є самостійними юридичними фактами, що формують складний фактичний склад. Наприклад, датою виникнення податкових зобов'язань по податку на додану вартість з продажу товарів (робіт, послуг) вважається дата, яка припадає на податковий період, протягом якого відбувається будь-яка з подій, що сталася раніше: або дата зарахування коштів від покупця (замовника) на банківський рахунок платника податку як оплата товарів (робіт, послуг), що підлягають продажу, а в разі продажу товарів (робіт, послуг) за готівкові грошові кошти — дата їх оприбуткування в касі платника податку, а при відсутності такої — дата інкасації готівкових коштів у банківській установі, що обслуговує платника податку; або дата відвантаження товарів, а для робіт (послуг) — дата оформлення документа, що засвідчує факт виконання робіт (послуг) платником податку . Стосовно окладних податків, обчислення яких здійснюють податкові органи такою підставою виступає податкове повідомлення надіслане платникові податків про сплату податку.
За загальним правилом податкове зобов'язання припиняється внаслідок його належного виконання, тобто коли податок сплачений платником податків своєчасно та в повному обсязі. До інших підстав, які тягнуть припинення податкового зобов'язання діюче податкове законодавство України відносить: утримання податку податковим агентом, примусове стягнення податкового боргу, списання податкового боргу, у випадку визнання його безнадійним, сплата податку реорганізованої організації її правонаступником, сплата податку за платника податку податковим поручителем, залік надміру сплаченої суми податку чи стягненого податкового боргу в рахунок майбутніх платежів.